# Paulo Bilynskyj
Paulo Francisco Muniz Bilynskyj, mais conhecido como Delegado Paulo Bilynskyj (São Paulo, 10 de março de 1987) é um policial civil, influenciador digital, professor e político brasileiro, filiado ao Partido Liberal (PL). Nas eleições de 2022, em sua primeira candidatura, foi eleito deputado federal por São Paulo com 72.156 votos (0,30% dos votos válidos).

## Caso Priscila Barrios
Bilynskyj ficou nacionalmente conhecido em 20 de maio de 2020 após um caso ocorrido em sua residência na cidade de São Bernardo do Campo, onde sua namorada Priscila Delgado Barrios, após ter um surto psicótico, tentou assassinar Paulo e depois de efetuar disparos contra ele, ela se suicidou com um tiro, segundo a Polícia Civil do Estado de São Paulo. Paulo Bilynskyj levou 6 tiros ao sair do banho, ficou internado em estado grave e após diversas cirurgias sobreviveu, porém, com sequelas, futuramente teve que amputar o dedo médio da mão direita por consequência de um dos tiros. Ainda segundo a polícia civil o crime foi motivado por ciúmes que a namorada tinha dele, quando viu mensagens de Bilynskyj com outra mulher. Segundo ele, o que mais o deixou chocado foi "a forma criminosa como fui tachado pela mídia que, sem nenhuma prova, me acusou de feminicida".
Em 2021 a Justiça arquivou o caso concluindo que Paulo Bilynskyj sofreu uma tentativa de assassinato por parte da namorada, sendo baleado seis vezes e que em seguida se matou com um tiro.A perícia analisou a residência onde aconteceu o fato e também comprovou o relato de Paulo Bilynskyj. Como a autora dos disparos se matou, o Ministério Público do estado de São Paulo pediu o arquivamento do caso, que foi investigado e concluído como tentativa de assassinato e suicídio. O caso foi arquivado pela Justiça em 15 de junho de 2021, porém como o caso estava sob sigilo judicial, a conclusão só foi divulgada pela imprensa em julho de 2022.

## Demissão da Polícia Civil
Em 2022, Bilynskyj teve aprovado um pedido de demissão da Polícia Civil, em votação unânime. O Conselho da Polícia Civil entendeu, na época, que o policial endossou cultura de estupro e racismo por sua conta ter, segundo o colegiado, compartilhado um vídeo originalmente publicado pela empresa Estratégia Concursos. Na postagem, homens negros carregavam uma mulher branca - ela denominada “concurseiro”. A legenda indicava que sem a preparação adequada para o concurso, “a coisa fica preta”. Na explicação das motivações para o pedido demissão do policial, foram relembrados outros episódios envolvendo Bilynskyj e que precisaram de apuração da Corregedoria. Em dez anos como delegado, ele já respondia por 12 expedientes disciplinares, já tendo sido punido com advertência e suspensão.
Porém, como o então governador Rodrigo Garcia deixou o cargo sem referendar as recomendações do colegiado, ela ainda não foi oficializada. Segundo a lei orgânica da Polícia do Estado de São Paulo, apesar das punições serem sugeridas em órgão administrativo da polícia, cabe ao chefe do executivo do estado acatar ou não o parecer técnico pela exoneração. Não há prazo máximo para a decisão do governador, mas a sanção expira caso não haja encaminhamento em até cinco anos do dia em que a falta foi cometida.

## Polêmicas

### Caso Bohdan Bilynskyj & Ligação com Nazismo
Paulo Bilynskyj é bisneto do ucraniano Bohdan Bilynskyj, que imigrou ao Brasil devido à sua oposição ao socialismo na União Soviética. O deputado relatou que seu bisavô, durante a Segunda Guerra Mundial, fizera parte da 14.ª Divisão de Granadeiros da Waffen-SS Galizien, batalhão formado por voluntários ucranianos após a invasão da União Soviética pela Alemanha Nazista. Em um discurso na Câmara de Deputados em 17 de maio de 2023, Bilynskyj homenageou o bisavô, que em sua visão "lutou em uma guerra mundial para libertar a Ucrânia das garras do comunismo". O político nega que seu bisavô tenha sido nazista, classificando a Galizien como uma "divisão de Ucranianos liderada por generais Ucranianos que lutaram exclusivamente contra a União Soviética". Entretanto, a Galizien foi comandada por Walter Schimana e Fritz Freitag, militares de nacionalidade alemã e austríaca, e a Waffen-SS, em sua totalidade, foi declarada uma organização criminosa nos Julgamentos de Nuremberg, em virtude de sua ligação ao Partido Nazista e envolvimento em crimes contra a humanidade.

### Proibição do uso de armas de fogo pela segurança pessoal
Em 8 de abril de 2025, a Comissão de Segurança Pública da Câmara dos Deputados aprovou um projeto de lei de Paulo Bilynskyj que proíbe o uso de armas de fogo pelos agentes integrantes da segurança pessoal do presidente do Brasil Luiz Inácio Lula da Silva e de seus Ministros de Estado.

### Expulsão de clube de tiro
Em 2023, ele foi expulso do clube de tiro Puma Tactical, do qual era um dos donos, após ser acusado de enganar sócios e promover curso de tiro com a presença de crianças - prática considerada ilegal no Brasil. A decisão que determinou a exclusão de Bilynskyj da sociedade da empresa transitou em julgado em dezembro de 2023. O caso se iniciou no início de 2022, após um curso de instrução de tiros promovido pelo parlamentar contar com a presença de dois adolescentes. Segundo os sócios do Puma Tactical, o deputado também teria permitido o acesso de pessoas não autorizadas ao cofre do clube.
Bilynskyj emitiu nota, por meio de sua assessoria parlamentar, na qual disse que os ex-sócios “se aproveitaram da imagem do parlamentar para alavancar o negócio”. Sobre os menores de idade, Paulo afirmou que “as crianças aparecem em fotos durante a reunião final do curso, em um momento de confraternização, na qual a mãe deles estava presente. Portanto, não houve nenhuma irregularidade.”

### Agressão contra Guga Noblat
Em 6 de agosto de 2025, Bilynskyj agrediu o jornalista Guga Noblat, do portal Metrópoles. Ao ser questionado por Noblat sobre a taxação de 50% sobre produtos brasileiros nos Estados Unidos, iniciou-se uma troca de provocações verbais, até que Bilynskyj empurrou Noblat e o agarrou pelo pescoço. O incidente ocorreu em meio ao motim na Mesa Diretora da Câmara, do qual Bilynskyj foi um dos participantes. O caso ganhou ampla repercussão na imprensa e gerou representações para a aplicação de sanções disciplinares contra o parlamentar, incluindo possível suspensão do mandato por até seis meses ou mesmo sua cassação.